# Bonsai CVS
Bonsai CVS es un software diseñado para ayudar a gestionar de forma productiva grandes proyectos de programación que utilizasen el sistema de control de versiones CVS. Fue desarrollado inicialmente por la Fundación Mozilla para que múltiples programadores pudieran editar su extremadamente grande base de software.
Entre otras características, Bonsai permite realizar consultas complejas al servidor CVS, así como realizar actualizaciones casi en tiempo real al mismo.
Bonsai fue fundado por Terry Weissman. En principio se escribió en Tcl, y más tarde fue portado a Perl. Se ejecuta sobre una base de datos MySQL, y puede ser utilizado mediante cualquier servidor que soporte scripts en Perl, como por ejemplo Apache.